# Medinipur
Medinipur là một thành phố và khu đô thị của quận Medinipur thuộc bang Tây Bengal, Ấn Độ.

## Địa lý
Medinipur có vị trí 22°26′B 87°20′Đ / 22,43°B 87,33°Đ Nó có độ cao trung bình là 24 mét (78 feet).

## Nhân khẩu
Theo điều tra dân số năm 2001 của Ấn Độ, Medinipur có dân số 153.349 người. Phái nam chiếm 51% tổng số dân và phái nữ chiếm 49%. Medinipur có tỷ lệ 75% biết đọc biết viết, cao hơn tỷ lệ trung bình toàn quốc là 59,5%: tỷ lệ cho phái nam là 80%, và tỷ lệ cho phái nữ là 71%. Tại Medinipur, 10% dân số nhỏ hơn 6 tuổi.